# Музеј града Зенице
Музеј града Зенице или Музеј града Зеница је јавна установа у БиХ. Основала ју је тадашња oпштина Зеница 1966. године.
Почевши од 2007. године делује у новоизграђеном објекту, чију је изградњу помогла Влада Зе-до кантона. Архитекта здања је Звјездан Туркић, а коштало је два милиона КМ. Пре овога једно време је деловао из просторија Зеничке синагоге, коју су музеалци обновили.
Има своју библиотеку са преко 4.000 наслова. Има седам сталних поставки. Организовао је више симпозијума, савјетовања и археолошких кампања; преко 300 промотивних програма, музејских и ликовних изложби, научних програма и трибина, промоција књижевности, те концерата. Има преко 100.000 посетилаца и 10-ак запослених.
Има своју библиотеку са преко 4.000 наслова. Има седам сталних поставки. Организовао је више симпозијума, савјетовања и археолошких кампања; преко 300 промотивних програма, музејских и ликовних изложби, научних програма и трибина, промоција књижевности, те концерата. Има преко 100.000 посетилаца и 10-ак запослених.
Музеј се декларише као „отворени”, али улаз се плаћа 2—0.5 КМ.